# Charles Oser
Charles Oser (ur. 17 lutego 1902 w Sionie, zm. 29 marca 1994 w Bernie) – szwajcarski polityk, kanclerz federalny w latach 1951-1967.

## Życiorys
Urodził się 17 lutego 1902 w Sionie.
Był członkiem Radykalno-Demokratycznej Partii Szwajcarii i reprezentował kanton Bazylea-Miasto. Sprawował urząd kanclerza federalnego Szwajcarii od 1951, kiedy to zastąpił na stanowisku Oskara Leimgrubera, do 31 grudnia 1967. Jego następcą został Karl Huber.
Zmarł 29 marca 1994 w Bernie.